# Lophaster asiaticus
Lophaster asiaticus is een zeester uit de familie Solasteridae.
De wetenschappelijke naam van de soort werd in 1973 gepubliceerd door Ryoji Hayashi.